# Quantum Fantay
A Quantum Fantay egy belga space-rock együttes. 2002-ben alakultak meg Lokeren-ben. Zeneileg leginkább az Ozric Tentacleshöz hasonlítanak. Nevük a "fantasy" szó elírása.

## Története
Pete Mush és Jaro zenészek alapították, miután az előző zenekaruk, az Oregon feloszlott. Hozzájuk Gino Bartolini és Charles Sla zenészek csatlakoztak. Első nagylemezüket 2005-ben adták ki. Diszkográfiájuk összesen kilenc stúdióalbumot tartalmaz. 2014-ben Magyarországon is felléptek az A38 Hajón, az ugyanebben évben megjelent stúdióalbumuk promotálása érdekében.

## Tagok
- Pete Mush - szintetizátor, saz, "vocoder" (2002-)
- Jaro - basszusgitár, saz (2002-)
- Tom Tas - gitár
- Gino Bartolini (Verhaegen) - dobok
- Jorinde Staal
- Nette Willox - szaxofon
- Charles Sla - furulya (2002-2010)
- Dario Frodo - gitár (2002-2014)
- Srdjan Vuccic - gitár

## Diszkográfia
- (Demo) nstration (demó, 2002)
- Agapanthusterra (nagylemez, 2005)
- Ugisiunsi (nagylemez, 2007)
- From Herzberg to Livingroom (koncertalbum, 2008)
- Kaleidothrope (nagylemez, 2009)
- Bridges of Kukuriku (nagylemez, 2010)
- Bridges of the Old Fishingmine (koncertalbum, 2011)
- Terragaia (nagylemez, 2014)
- Dancing in Limbo (nagylemez, 2015)
- Tessellation of Euclidean Space (nagylemez, 2017)[1]